# Dayak
Pour les articles homonymes, voir Dayak (homonymie).
 (décembre 2012).
Si vous disposez d'ouvrages ou d'articles de référence ou si vous connaissez des sites web de qualité traitant du thème abordé ici, merci de compléter l'article en donnant les références utiles à sa vérifiabilité et en les liant à la section « Notes et références ».

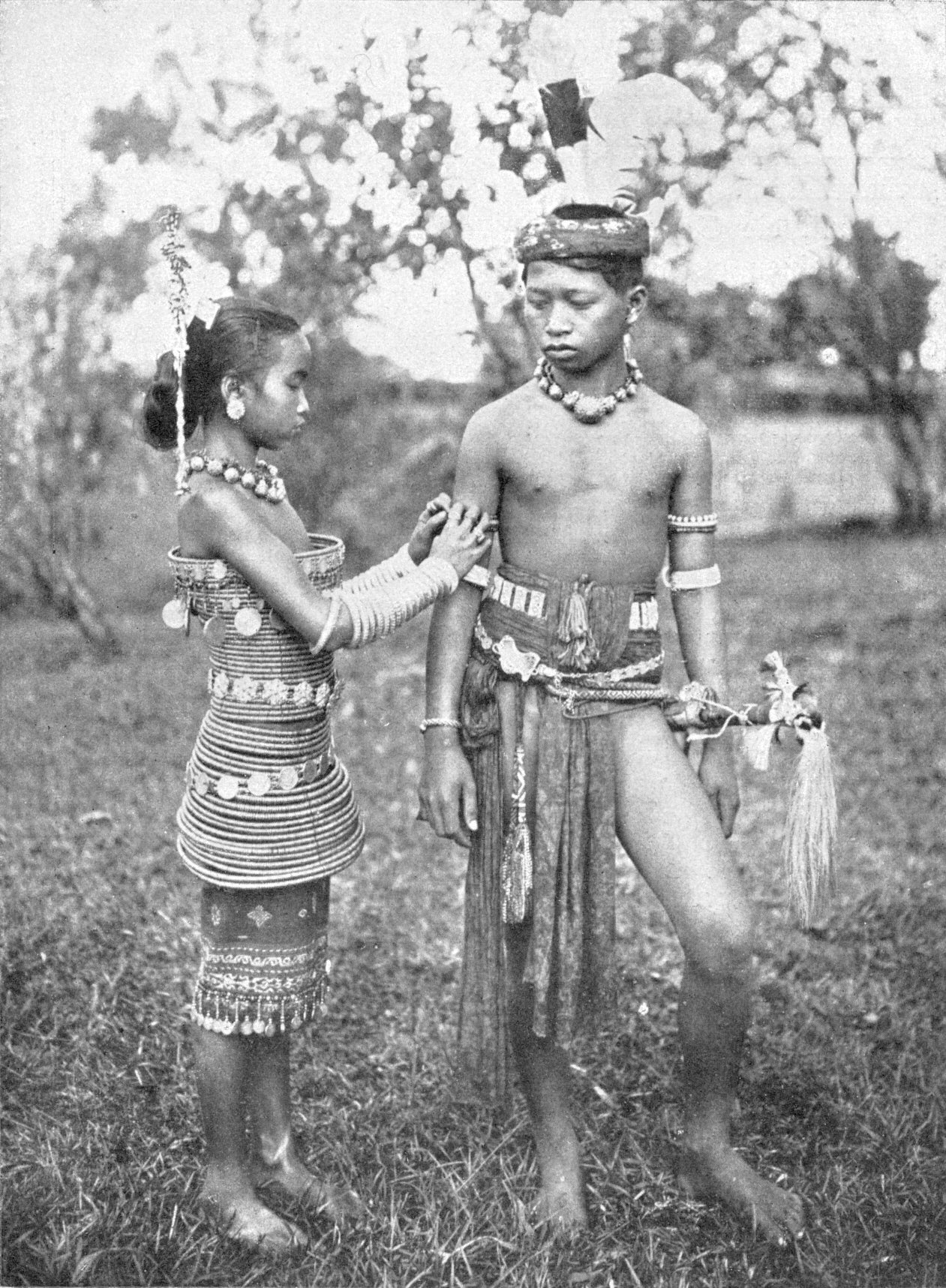
Garçon et fille daya, vers 1920

Les Dayak (ou Daya) sont un ensemble de peuples autochtones des îles de Bornéo, partagée entre l'Indonésie et la Malaisie, de Sumatra et de Célèbes.
Cette population est divisée en environ 450 groupes ethniques. Parmi les groupements dayak les plus importants, on peut citer les Kayan et les Kenyah, du centre et de l'est de Bornéo, les Ngadju du sud de Bornéo, les Dayak du sud-ouest de l'île, les Iban ou Dayak, de la mer à Sarawak. Au début du XXIe siècle, le nombre des Dayak de Bornéo serait de plus de 4 millions.

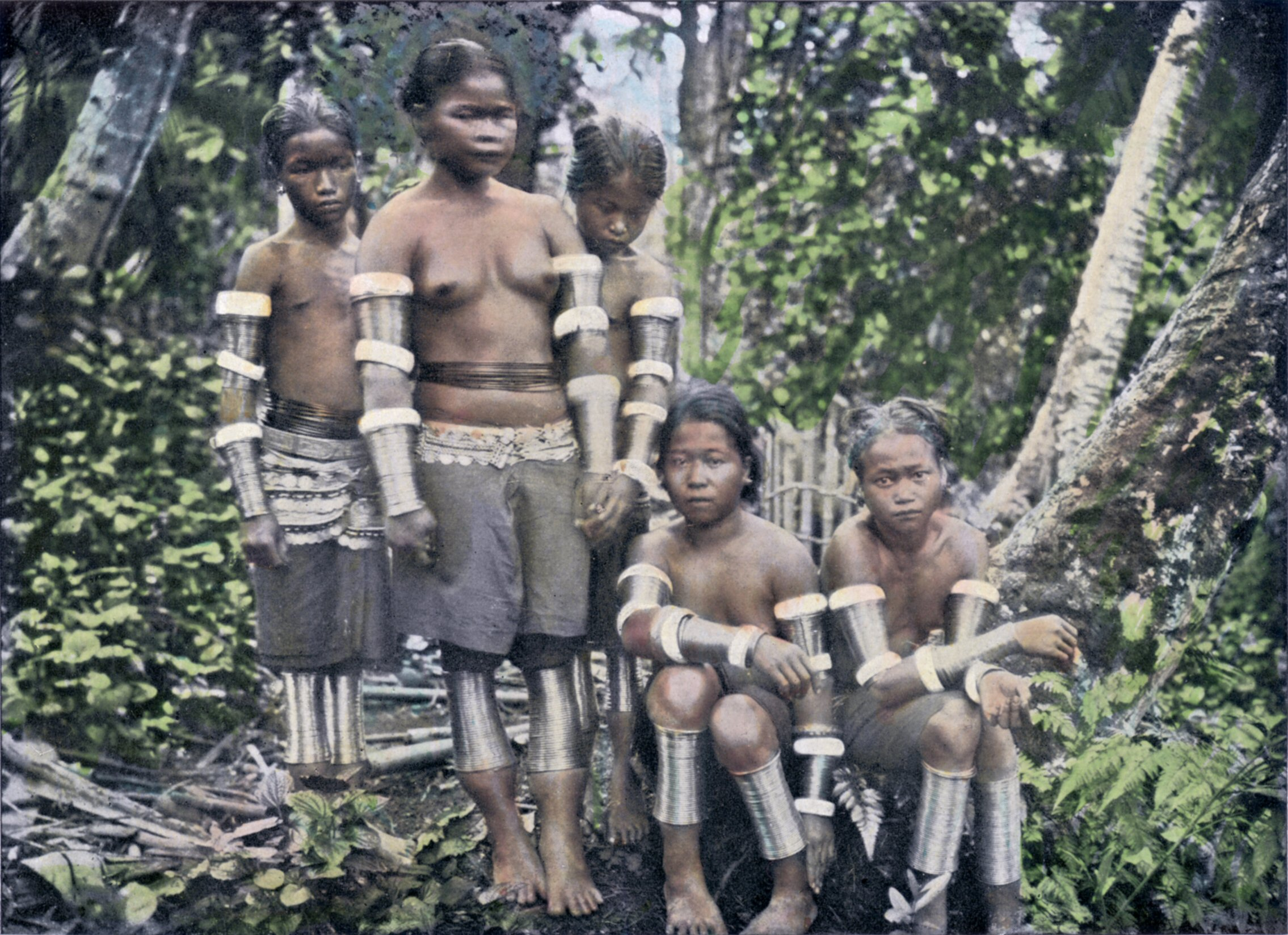
Groupe de femmes Daya, vers 1910

## Étymologie
Le terme dayak est issu d'une vieille racine austronésienne signifiant « amont » et se retrouve dans l'ethnonyme traditionnel d'un grand nombre de ces populations (Kayan, Kenyah et Ngaju à Bornéo, Gayo dans le nord de Sumatra, Toraja ou Toraya dans le sud de Célèbes). D'autres exemples sont fournis aux Philippines (Mandaya) et à Taïwan-Formose (Siraya).

## Ethnologie
À l'époque coloniale, les Dayak étaient classés comme « proto-malais » (aux côtés des Batak et des Toraja) censés appartenir à une première vague de peuplement qui aurait précédé les peuples du littoral, parmi lesquels les Malais et les Javanais, qualifiés alors de « deutéro-malais ». Cette interprétation est aujourd'hui caduque. Les Dayak ne se distinguent en réalité de leurs cousins du littoral (souvent eux-mêmes d'anciens Dayak, alors que bien des groupes dayak descendent à leur tour d'anciens marins s'étant établis tardivement à l'intérieur des terres) que par une moindre acculturation étrangère, en particulier par rapport à l'islam.

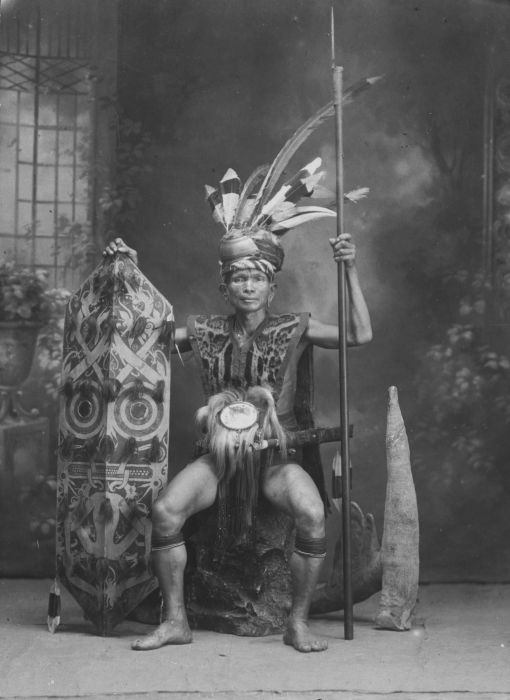
Chef dayak

Les Dayak passaient volontiers pour de redoutables « chasseurs de têtes », en raison d'anciennes coutumes de décapitation des ennemis vaincus. Ils avaient également la réputation de faire des coupes à boire dans des crânes minutieusement ciselés.

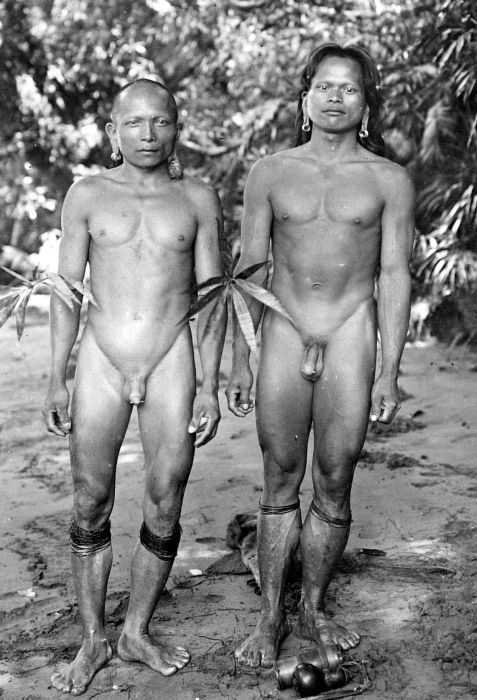
Deux Dayak Kenyah de Bornéo avec un ampallang, L'homme de gauche porte également une boucle d'oreille en bois sculpté.

Les hommes utilisent ou utilisaient un piercing génital, l'ampallang, tige de bois, d'or ou d'argent traversant horizontalement le gland et terminée par de petites boules d'agate ou de métal,. Le rôle de l'ampallang est d'augmenter le plaisir masculin lors du coït. Certains auteurs le présentent toutefois comme destiné à exacerber le plaisir féminin, prévenir la sodomie ou éloigner les mauvais esprits, : la mise en place de l'ampallang relevait des rites d'initiation et pouvait être un prérequis au mariage. La cicatrisation interdisait tout rapport sexuel entre six semaines et six mois.
Beaucoup de changements se sont produits en quelques décennies, et les Dayak ne vivent plus en autarcie. Attirés par la modernité, beaucoup de jeunes se désintéressent de leur culture, tandis que les anciens y restent plus attachés. Les lourds anneaux aux bras, aux jambes et aux oreilles des coutumes sociales du XIXe siècle ont été remplacés par d'autres ornements, comme des bigoudis.
Les peuples dayak regroupent des minorités ethniques fortement christianisées, souvent de confession protestante. Une minorité d'entre eux a cependant préféré se convertir à l'islam, sans pour autant renier son identité, et certains conservent la croyance en des esprits (« animisme »). Les religions chrétiennes et musulmanes ont en grande partie détruit la culture des ethnies dayak, ce qui bouleverse également leur économie. Des ethnologues travaillent toutefois au maintien de leurs traditions et à la protection de l'artisanat traditionnel, moyen d'intégration, avec un enjeu écologique de conservation des forêts.[réf. nécessaire]

## Aujourd'hui
Certains peuples Dayaks comme les Iban de Sarawak (Malaisie) ou les Ngaju de Kalimantan comptent parmi les peuples les plus modernes de l'Asie du Sud-Est. Leurs élites constituent partout une fraction importante de l'élite nationale de leurs pays respectifs (des professeurs d'université, des scientifiques de haut niveau, des officiers supérieurs, des cinéastes ou autres artistes renommés, etc.).[réf. nécessaire]

## Langues
Ces populations parlent des langues de la branche malayo-polynésienne des langues austronésiennes, répartie entre les groupes suivants :
- Barito
- Kayan-Murik,
- « Land Dayak »,
- Malaïque,
- Nord-ouest
- Sulawesiennes.

## Territoire

La république des États-Unis d'Indonésie, 14 décembre 1949-17 août 1956.

Le Grand Dayak (Dayak Besar) était le nom d'un des territoires fédéraux de l'éphémère république des États-Unis d'Indonésie reconnue le 27 décembre 1949 à l'issue de la Conférence de la Table Ronde, et remplacée le 17 août 1950 par l’État unitaire de la république d'Indonésie.
Ce territoire est approximativement celui de l'actuelle province de Kalimantan central.

## Menaces sur la culture Dayak
La culture des Dayak est durement menacée par la déforestation qui ravage leurs terres ancestrales, l’un des écosystèmes les plus riches en biodiversité de la terre. Benyamin Efraim, directeur de l’Institut Dayakologi, alerte : « Les traditions, les rituels, la médecine, bref l’identité des Dayak est étroitement liée au cycle agricole et à leur gestion des ressources naturelles. L’extinction de leurs pratiques agricoles et forestières entrainera irrémédiablement l’extinction de leur culture ».

## Lithographies
Des Dayak dans les années 1880. Lithographies de C.F. Kelley, dessins de Carl Bock.

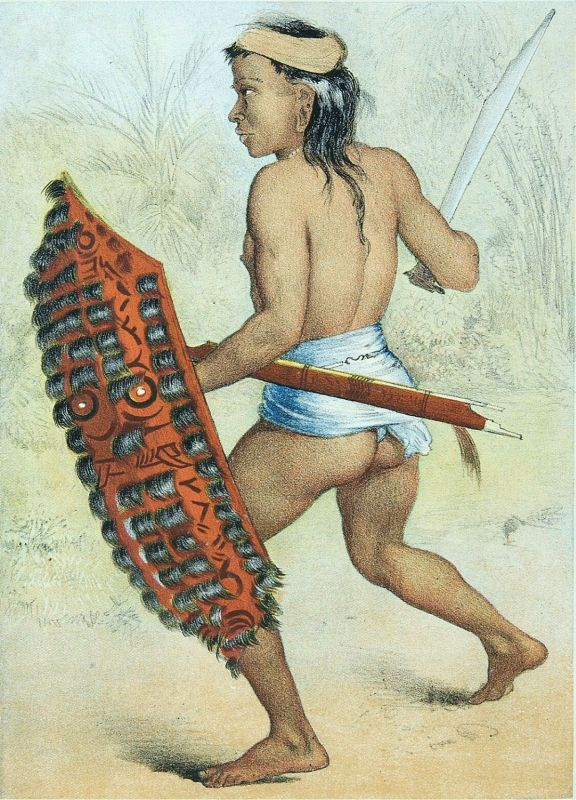
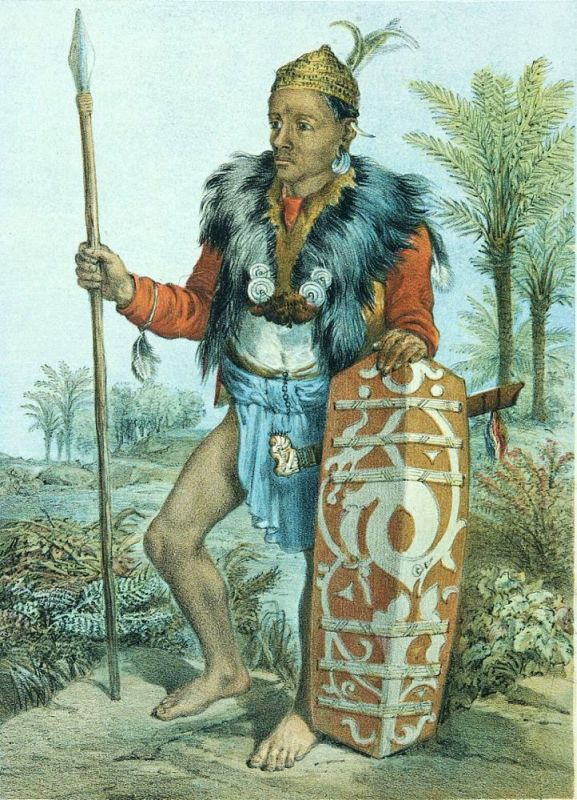
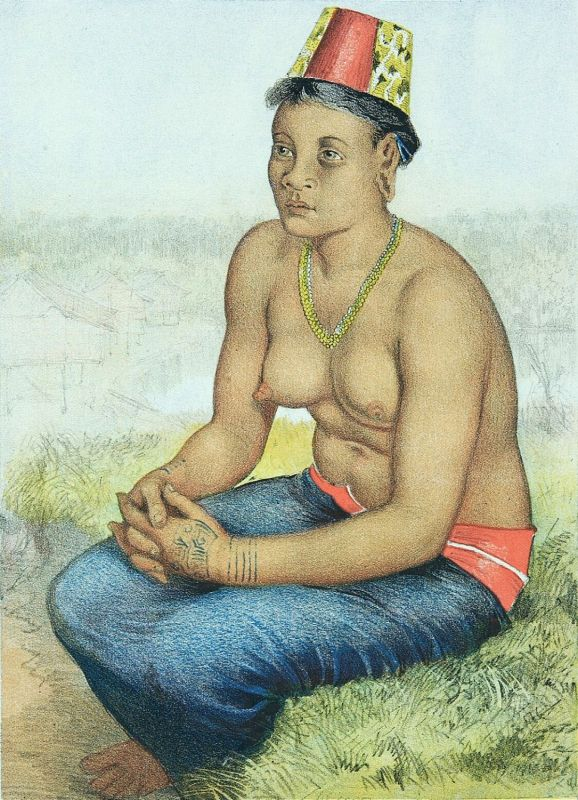
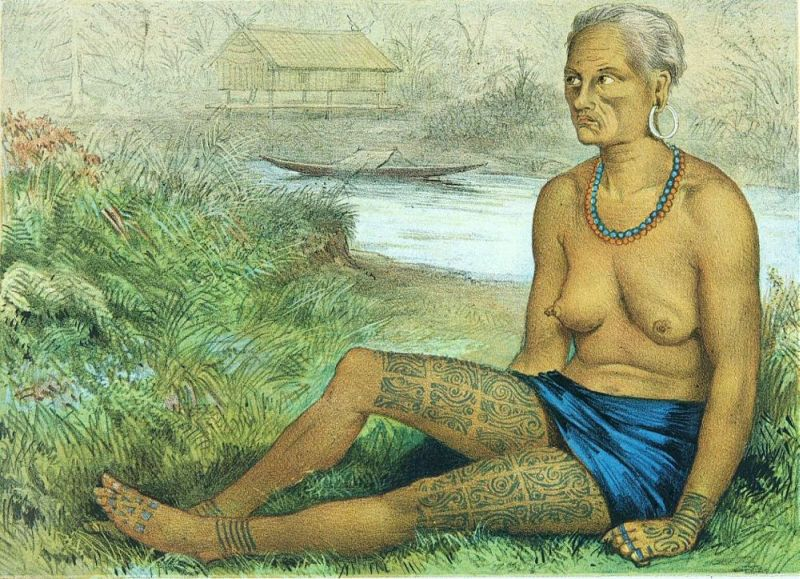